# Pivka
Pivka – rzeka w Słowenii o długości 27 km, łączy się z rzeką Rak, tworząc Unicę. Wody Pivki wyrzeźbiły jaskinię Postojna.